# Priesitz
Priesitz ist eine Ortschaft sowie ein Ortsteil der Stadt Bad Schmiedeberg im Landkreis Wittenberg in Sachsen-Anhalt. 

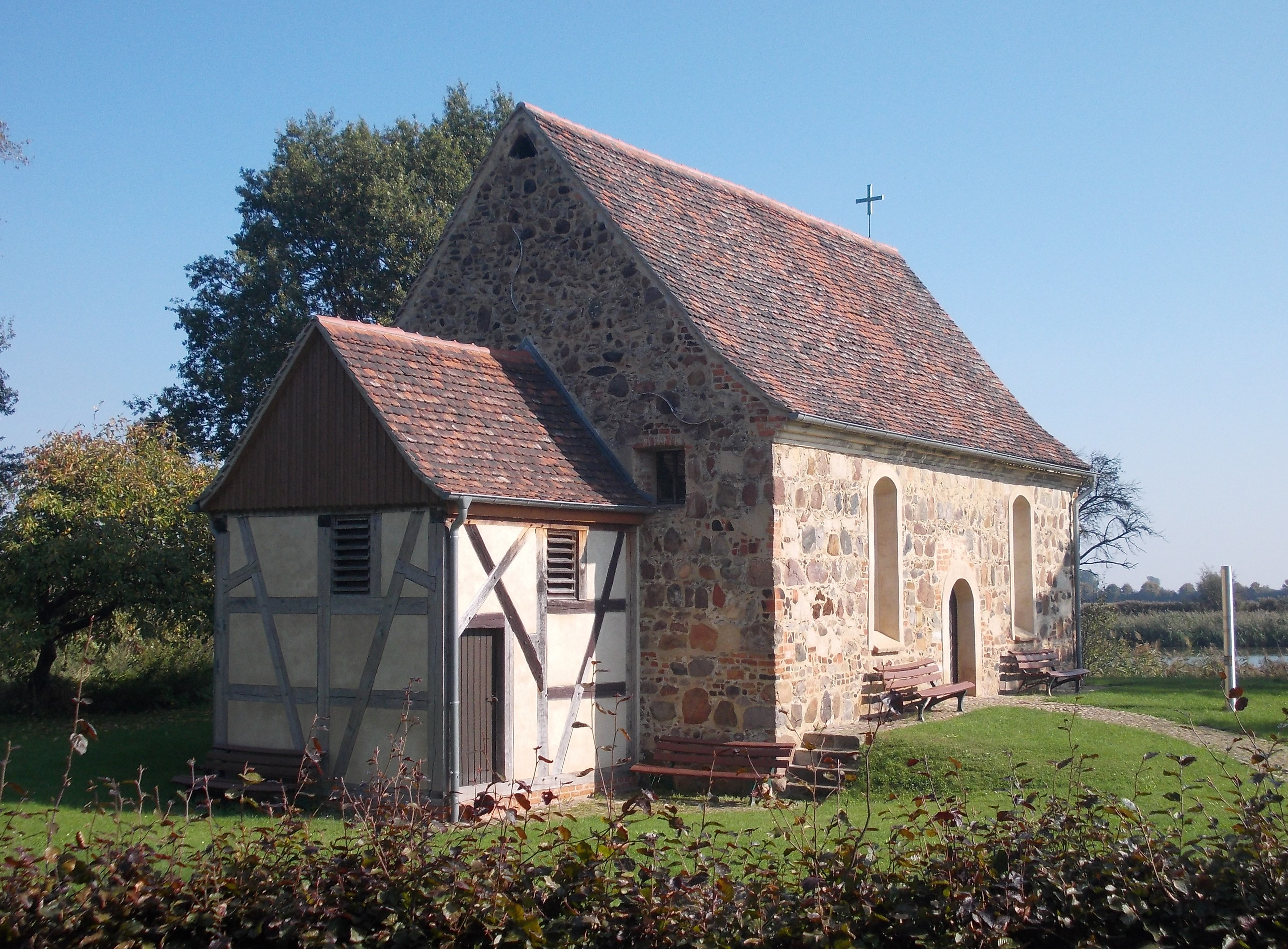
Elbschifferkirche

## Geografie
Priesitz liegt etwa 25 km südöstlich der Lutherstadt Wittenberg im Urstromtal der Elbe am Rande des Naturparks Dübener Heide.

## Geschichte

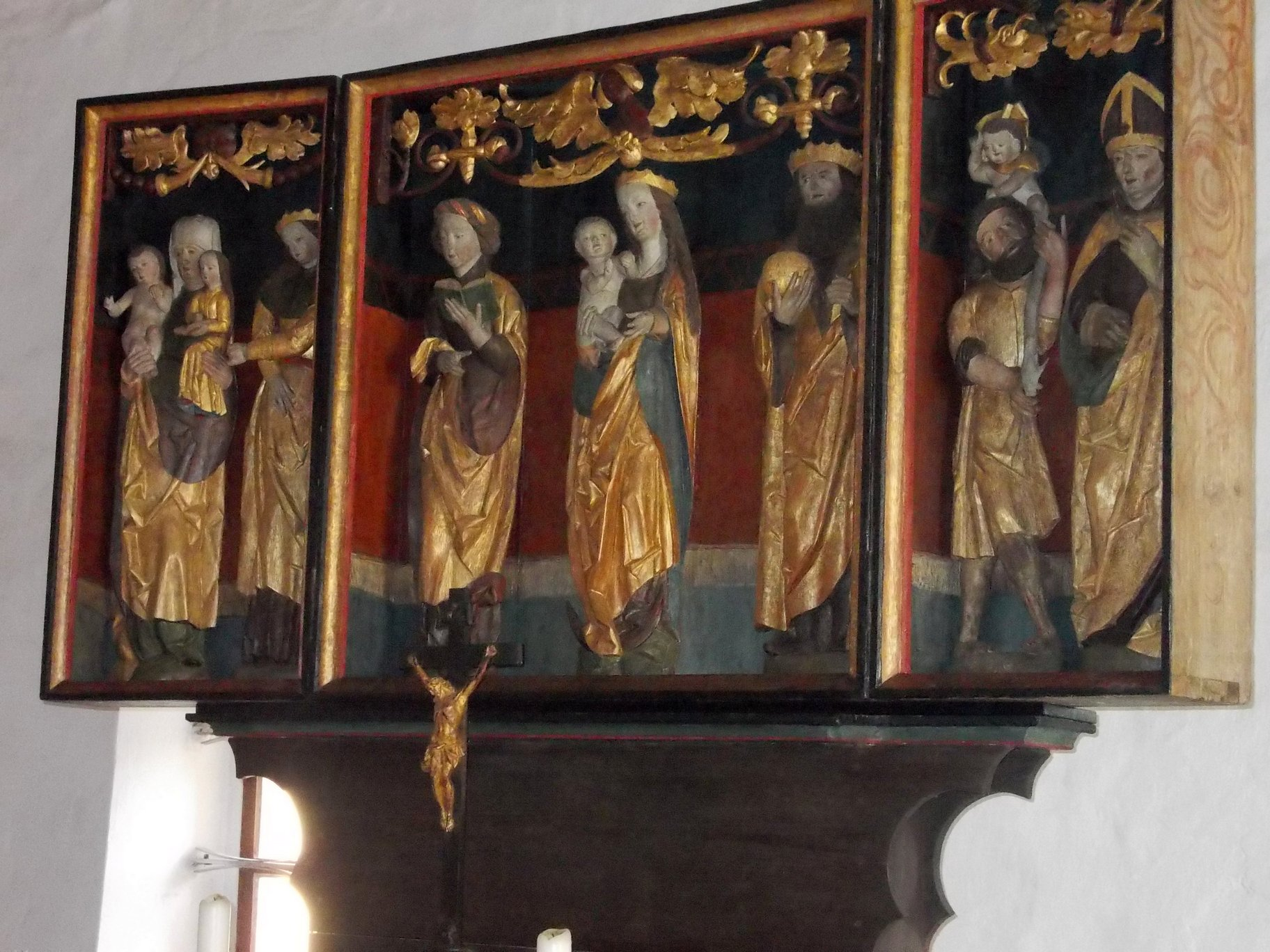
Der Flügelaltar der Elbschifferkirche

1290 wurde der Ort erstmals urkundlich erwähnt. Der spätgotische Flügelaltar in der Elbschifferkirche des Ortes ist das Schnitzwerk eines unbekannten Meisters. 
Am 1. Juli 1950 wurde die bis dahin eigenständige Gemeinde Sachau eingegliedert. Der Ort gehört heute zur Ortschaft Priesitz.
Seit dem 1. Juli 2009 ist die ehemals selbständige Gemeinde Priesitz mit dem Ortsteil Sachau zu Bad Schmiedeberg. Der letzte Bürgermeister war Bernd-Uwe Edler.

## Regelmäßige Veranstaltungen
Jedes Jahr wird das Seefest Anfang Juli als Dorffest veranstaltet.

## Wirtschaft und Infrastruktur

### Verkehr
Zur Bundesstraße 182, die Wittenberg und Torgau verbindet, sind es ca. 0,5 km. Die Bahnstrecke Pretzsch–Torgau verläuft westlich des Orts.